# Grüne Jugend – Grünalternative Jugend
Die Grüne Jugend – Grünalternative Jugend ist eine österreichische Jugendorganisation, die der Partei Die Grünen – Die Grüne Alternative nahesteht.

## Geschichte
Grünalternative Jugendorganisationen bestehen in Österreich mit einigen kürzeren Unterbrechungen seit dem Beginn der 1990er Jahre. 1992 wurde in Wien die erste Grünalternative Jugend (GAJ) gegründet, 1993 folgte die Gründung der Grünalternativen Jugend Vorarlberg und 1994 die Grünalternative Jugend Oberösterreich. 1995 wurde der erste Bundesverband gegründet.
Dieser hatte zu Beginn gut funktionierende bundesweite Strukturen, die von einer Bundeskoordination geleitet wurden. Nachdem diese ab 1997 jedoch nicht mehr besetzt wurde, führte das zu einer weitgehend autonomen Entwicklung der verschiedenen Landesorganisationen und 2001 zur Auflösung der ersten Bundesorganisation der GAJ.
Die zweite Bundesorganisation der Grünalternativen Jugend wurde 2003 als Zusammenschluss von Landesgruppen in Wien, Vorarlberg und Kärnten als Plattform GAJ neu gegründet. Die Plattform GAJ beteiligte sich an diversen Projekten mit unterschiedlichen Schwerpunkten. Darüber hinaus organisierte sie ein breites Bildungsprogramm, das auch an Nichtmitglieder gerichtet war. Sie war mehrheitlich in die autonome Linke und weniger auf die Grünen hin orientiert. Zudem war die Plattform GAJ im Gegensatz zur ersten Bundesorganisation der GAJ stark autonom organisiert. Ihre Landesorganisationen und Bezirksgruppen agierten jeweils unabhängig voneinander und waren bundesweit nur lose zusammengeschlossen.
2003 formierte sich auch die Grüne Jugend Steiermark neu und benannte sich schließlich wie die anderen Landesorganisationen in Grünalternative Jugend um. 2008 verließ sie die Plattform jedoch wieder und agierte seitdem als Junge Grüne Steiermark, um eine neue Bundesorganisation aufzubauen.
Nach heftigen Auseinandersetzungen zwischen der Grünalternativen Jugend Wien und den Jungen Grünen Steiermark verlor die Plattform GAJ 2011 die Anerkennung der Bundespartei der Grünen als Jugendorganisation zu Gunsten der von der Jungen Grünen Steiermark gegründeten neuen Bundesorganisation Junge Grüne (Österreich). Dieser gehörten neben den Jungen Grünen Steiermark auch die Jungen Grünen Niederösterreich, die Jungen Grünen Burgenland, die Jungen Grünen Salzburg, die Jungen Grünen Telfs und die Jungen Grünen Vorarlberg an. Die GAJ Wien war allerdings noch bis 2014 die von den Grünen Wien anerkannte Jugendorganisation, ehe sie sich mit den Jungen Grünen zusammenschloss und in diesen aufging.
Die Jungen Grünen waren die dritte Jugendorganisation der Grünen. Sie etablierten eine weitaus stärkere Bundesstruktur und waren nicht in die autonome Linke, sondern stark auf die Grünen hin orientiert. Als die Jungen Grünen im Oktober 2016 in Graz und Linz die Gründung einer neuen grünen Studierendenorganisation forcierten, kam es zu einem heftigen Konflikt mit den Grünen und der von diesen anerkannten Studierendenorganisation GRAS (Grüne und alternative Student_innen). Nachdem sich die Grünen daraufhin im Frühjahr 2017 von den Jungen Grünen trennten, existierte keine bundesweit agierende Jugendorganisation mehr. Die Jungen Grünen fusionierten dann im Juni 2018 mit dem Jugendverband Junge Linke, dessen Name für die neue Organisation beibehalten wurde.
In Wien und anderen Bundesländern wurden im Sommer 2017 neue Landesorganisationen gegründet, die ihrerseits zum Teil aus Abspaltungen der Jungen Grünen hervorgingen und vorerst auf Landesebene agierten. Erst schrittweise entfalteten diese Gruppen auch wieder bundesweite Aktivitäten. Um wieder nachhaltige Strukturen und Abläufe entwickeln zu können, wurde im Februar 2019 in Wien eine neue Bundesorganisation gegründet. Dabei wurden auch ein Vorstand und weitere Gremien gewählt.
Gegenwärtig unterhält die Organisation Gruppen in allen österreichischen Bundesländern.
Beim Bundeskongress am 28. März 2021 wurde Naomi Sametinger als Bundessprecherin wiedergewählt und Monika Messner neu gewählt. Der Bundesvorstand besteht zudem aus Nadine Walter, Bernardo Novy, Ronja Dumann und Leah Birnbaumer. Obwohl nur gegen Nadine Walter ein Gegenkandidat vorhanden war, erreichte niemand mehr als 65 % der Stimmen.
Am 13. Februar 2022 fand der 4. Bundeskongress statt. Bei diesem wurden Monika Messner, Jafaar Bambouk, Aaron Wölfling, Sebastian Schubert, Marlene Mickla und Leah Birnbaumer in den Vorstand gewählt. Als Ziel soll ein 6-Punkte-Plan für ein grünes Österreich erarbeitet werden. Dieser soll die bisherigen Grundwerte ersetzen. Weiters wurde, als Reaktion auf interne Debatten, ein neues Bundesstatut beschlossen.

## Organisation
Gegliedert ist die Jugendorganisation in Bundesorganisation, Landesorganisationen und Bezirksgruppen. Diese kleineren Untergruppen organisieren sich oft in Online-Meetings, bei denen aktuelle Themen besprochen werden.

## Grundsätze
Die GJ-GAJ bezeichnet sich selbst als ökologisch, antifaschistisch, antinational, antidiskriminierend, basisdemokratisch, egalitär, feministisch, gewaltfrei, selbstbestimmt und solidarisch. 2022 soll ein neuer "6 Punkte Plan" diese Grundwerte ersetzen.